# Osteodes eritreensis
Osteodes eritreensis är en fjärilsart som beskrevs av Louis Beethoven Prout 1915. Osteodes eritreensis ingår i släktet Osteodes och familjen mätare. Inga underarter finns listade i Catalogue of Life.